# Алибори (департамент)
Алибори (на френски: Alibori) е най-големият департамент в Бенин. Разположен е в северната част на страната. Площта му е 26 242 квадратни километра, а населението наброява 867 463 души (по преброяване през май 2013 г.). Алибори граничи със Нигерия Нигер и Буркина Фасо.

## Общини
Департамент Алибори се състои от 6 комуни (общини):
- Баникоара (на френски: Banikoara)
- Гогуну (на френски: Gogounou)
- Канди (на френски: Kandi)
- Каримама (на френски: Karimama)
- Маланвалил (на френски: Malanville)
- Сегбана (на френски: Segbana)